# Lubaczyn
Lubaczyn (biał. Любачын; ros. Любачин) – agromiasteczko na Białorusi, w obwodzie brzeskim, w rejonie łuninieckim, w sielsowiecie Dworzec, nad Śmiercią.
Dawniej wieś i folwark. W dwudziestoleciu międzywojennym leżał w Polsce, w województwie poleskim, w powiecie łuninieckim, w gminie Łachwa. Po II wojnie światowej w granicach Związku Sowieckiego. Od 1991 w niepodległej Białorusi.
Urodził tu się polski pisarz i regionalista Ryszard Kraśko.